# Davit Usupashvili
Davit Usupashvili (en georgiano: დავით უსუფაშვილი; Magaro, 1 de julio de 1972) es un político y abogado georgiano que sirvió como el presidente del Parlamento de Georgia entre 2012 y 2016.En el pasado fue presidente del Partido Republicano de Georgia (2005-2013), fundador de Movimiento de Desarrollo (2017-2019) y actualmente es presidente del consejo político de Lelo por Georgia.

## Biografía
Usupashvili nació en el pueblo de Magharo en la Georgia soviética, licenciándose en Derecho en la Universidad Estatal de Tiflis en 1992 y obtuvo un máster en Política de Desarrollo Internacional en la Universidad de Duke en 1999. Como asesor jurídico del Consejo de Estado de Georgia, participó en la redacción la Constitución de Georgia entre 1993 y 1995. En 1994 fue uno de los miembros fundadores de la Asociación de Jóvenes Abogados de Georgia, una organización no gubernamental dedicada a promover los derechos humanos y el estado de derecho de la que fue su primer presidente de 1994 a 1997. Participó activamente en las protestas organizadas por la ONG durante la Revolución de las Rosas de noviembre de 2003, que llevó a Míjeil Saakashvili a la presidencia de Georgia. 
Usupashvili luego se distanció de la alianza con Saakashvili y se retiró a la oposición, convirtiéndose, en junio de 2005, en presidente del Partido Republicano de Georgia, cargo que ocupó hasta que fue sucedido por Jatuna Samnidze en noviembre de 2013.
En 2011, Usupashvili se alió con el empresario multimillonario Bidzina Ivanishvili y se convirtió en uno de los líderes de la coalición Sueño Georgiano, de la que era miembro el Partido Republicano. Después de la victoria de la coalición en las elecciones parlamentarias de Georgia de 2012, Usupashvili fue elegido presidente del Parlamento de Georgia el 21 de octubre de 2012. 
El Partido Republicano rompió con el Sueño Georgiano y se postuló de forma independiente para las elecciones parlamentarias de octubre de 2016 en las que no logró traspasar el umbral de voto. Poco después de las elecciones, Usupashvili abandonó el Partido Republicano, alegando desacuerdos políticos y tácticos. En junio de 2016, Usupashvili anunció la creación de un nuevo movimiento político centrista con el objetivo de participar en las próximas elecciones municipales de octubre de 2017, el Movimiento de Desarrollo. Para las elecciones presidenciales de 2018, Davit Usupashvili fue el candidato del partido y quedó en octava posición. En 2019, Movimiento de Desarrollo se disolvió y se integró en Lelo por Georgia, un nuevo partido centrista del que Usupashvili sería nombrado presidente del consejo político. En las elecciones parlamentarias de 2020 volvió a ser elegido para el Parlamento de Georgia en la lista de Lelo.